# エドワード・ドリンカー・コープ
エドワード・ドリンカー・コープ（英語: Edward Drinker Cope、1840年7月28日 - 1897年4月12日）は、アメリカの古生物学者・比較解剖学者・地球科学者である。
定向進化論者でありコープの法則（Cope's law）に名を残している。

## 生涯
1840年、ペンシルベニア州フィラデルフィアのクエーカー教徒の両親の元に生まれる。幼くして博物学に興味を持ち、1859年にはフィラデルフィア自然科学アカデミー（Academy of Natural Sciences）にイモリ科（Salamandaride）についての論文を報告している。同じ頃にワシントンD.C.のスミソニアン協会の Megatherium Club に加入していた。ペンシルベニア大学に学んだ後ヨーロッパを遊学し更に勉強を続けた。
1865年、自然科学アカデミーのキュレーターに任じられ1873年までこの地位にあった。1864年から1867年まで、ハバフォード大学の自然科学の教授を務める。1889年にペンシルベニア大学の地質学と古生物学の教授に就く。
専門はアメリカの化石脊椎動物についての研究である。1871年から1877年の間にカンザス州の白亜紀層、ワイオミング州とコロラド州の第三紀層の巡検を行っている。
絶滅した脊椎動物の属を主として生涯に少なくとも1,000の新種を報告している。この中にはニューメキシコ州で発見された最古の哺乳類やカマラサウルス、コエロフィシスを含む56種の恐竜が含まれる。信じがたいほど多くの発表を行っており、生涯に発表した科学論文の数は1,200を超えている。1875年にニューメキシコ州とモンタナ州で、1877年にオレゴン州とテキサス州で地質学の調査を行っている。「アメリカン・ナチュラリスト」の編集者でもあった。1897年ペンシルベニアで消耗性の病気により死去（死因の詳細は不明だが、骨格の分析から梅毒であることは否定されている）。遺言により遺体は献体された。
コープとオスニエル・チャールズ・マーシュとの間で繰り広げられた化石の新発見競争は化石戦争として知られる。コープはこの競争のために財産を使い果たし、銀鉱山に投資したり、自身の化石のコレクションを売却するなどして晩年まで研究を続けた（マーシュも同様に破産している）。
1994年、型破りな古生物学者で知られるロバート・バッカーが、ペンシルベニア大学に標本として博物館に保存されていたコープの骨を、ヒト（Homo sapiens）の模式標本とすることを試みた論文を"Journal of Wyoming Geological Society"に発表している。なおコープの遺骨が保存されていた理由は、ヒトの模式標本が存在しないことに目を付け本人がこの目的で使用することを遺言したためであるが、誰も真剣にこの問題に取り組んだものはいなかった。